# Diapetimorpha ornatifrons
Diapetimorpha ornatifrons là một loài tò vò trong họ Ichneumonidae.